# Xian de Dushan
Le xian de Dushan (独山县 ; pinyin : Dúshān Xiàn) est un district administratif de la province du Guizhou en Chine. Il est placé sous la juridiction de la préfecture autonome buyei et miao de Qiannan.

## Démographie
La population du district était de 321 462 habitants en 1999.